# Small Device C Compiler
Small Device C Compiler (SDCC) — вільний крос-компілятор мови програмування C. Підтримує низку 8-бітних мікроконтролерів і передбачає адаптацію (англ. retargeting) на інші аріхтектури. До складу пакету входять також асемблер, компонувальник, симулятор та зневаджувач. Більша частина компонентів пакету поширюється на умовах ліцензії GPL, бібліотека часу виконання — на умовах GPL+LE.

## Особливості
Пакет SDCC має структуру, орієнтовану на «малі» 8-бітні системи з можливістю адаптації кодогенератора (back end) до нових типів мікроконтролерів. Компілятор відповідає стандартам ANSI C89, ISO C99, ISO C11 з деякими обмеженнями.C99
Компілятор підтримує стандартні типи даних мови С — 8, 16, 32-бітові цілі числа та 32-бітові числа числа з рухомою комою. Для деяких архітектур підтримуються 64-бітові (8-байтові) цілі числа. Виконуються такі стандартні методи оптимізації, як усунення загальних підвиразів, згортання та поширення констант, видалення мертвого коду використання таблиць переходів для реалізації інструкції switch.
SDCC підтримує такі можливості Embedded C, як іменовані простори адрес та арифметику з фіксованою комою.
З метою ефективного використання апаратних можливостей мікроконтролерів додано розширення мови програмування. Серед них — можливість опису С-функції як обробника апаратних переривань, 1-бітовий тип даних bit для логічних змінних, специфічні методи оптимізації на зразок глобального розподілення регістрів процесора (англ. global register allocation). Також є можливість гнучкого використання вбудованого асемблера.

## Цільові платформи
Компілятор SDCC підтримує розробку вбудованого програмного забезпечення для систем, побудованих на таких мікроконтролерах:
- Intel MCS-51 та сумісні з ним;
- Maxim Integrated[en] (раніше Dallas Semiconductor) DS80C390;
- Freescale (раніше Motorola) 68HC08, 68HCS08;
- Zilog Z80 та його варіації (Z80, Z180[en], Rabbit 2000[en]/3000, Toshiba TLCS-90);
- STMicroelectronics STM8.

Підтримка мікроконтролерів Microchip PIC16 та PIC18 знаходиться у стадії розробки.

## Середовища розробки
Робота з пакетом SDCC вбудована у інтегроване середовище Code::Blocks. Для середовища Eclipse/CDT існує плагін для роботи з SDCC. Деякі виробники мікроконтролерів забезпечують підтримку SDCC у своїх пропрієтарних середовищах розробки.